# Park miejski w Poddębicach

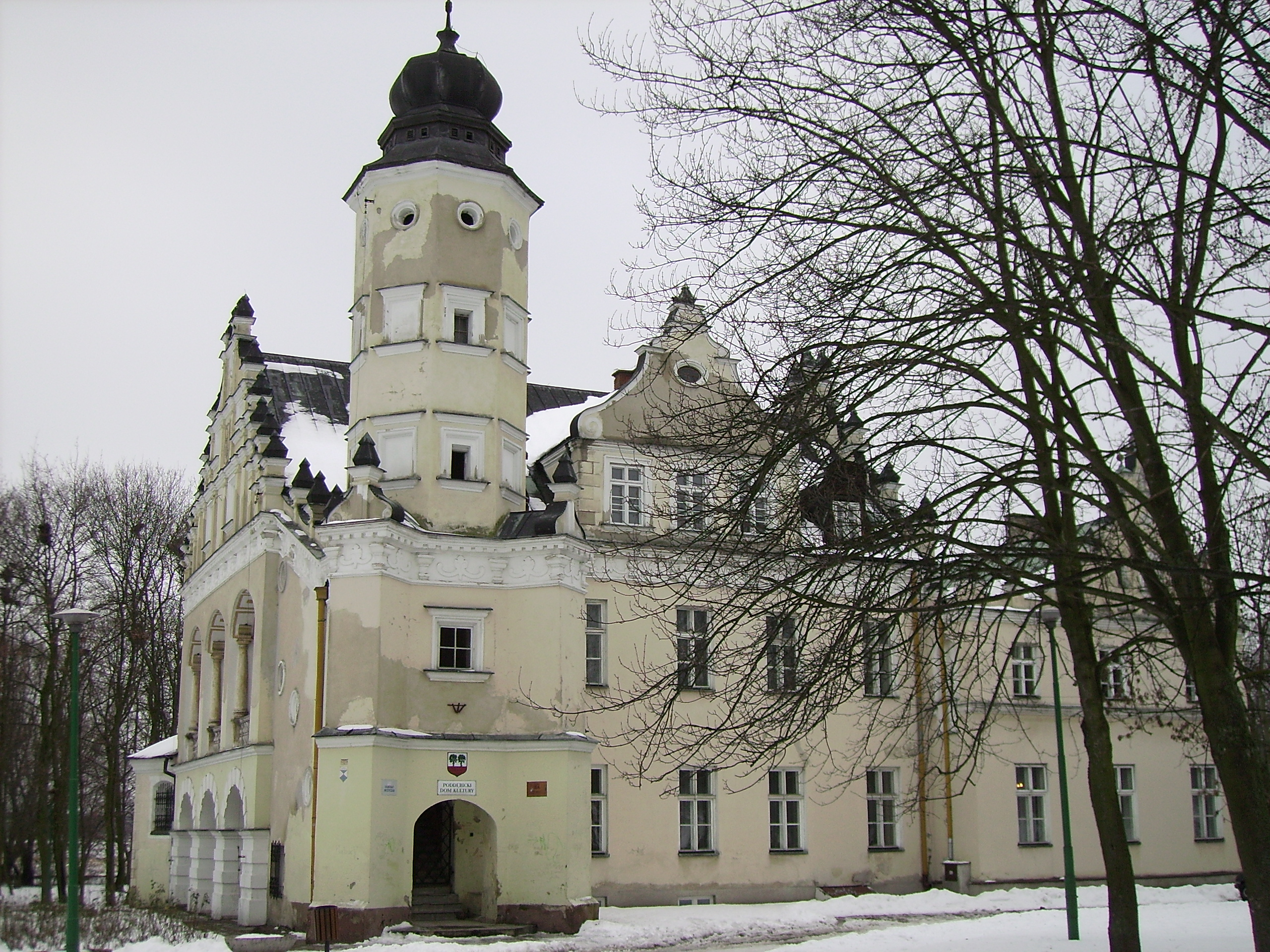
Pałac Grudzińskich w poddębickim Parku Miejskim

Park miejski w Poddębicach – zabytkowy park miejski w centrum Poddębic, między ulicami Adama Mickiewicza i Marii Konopnickiej, nad rzeką Ner. Położony jest na wzgórzu, w pobliżu byłego budynku Liceum Ogólnokształcącego im. Marii Konopnickiej, centrum sportowo-rekreacyjnego oraz szpitala powiatowego. Na jego terenie znajduje się wiele obiektów zabytkowych m.in. renesansowy pałac Grudzińskich z 1610 roku oraz kościół ewangelicko-augsburski.